# Tor der Hoffnung
Das Tor der Hoffnung ist eine unter Denkmalschutz stehende Wohnanlage mit zugehörigem Park in Lübeck. Es befindet sich im Stadtteil St. Gertrud im Bezirk Marli unmittelbar am Ufer der Wakenitz.

## Geschichte

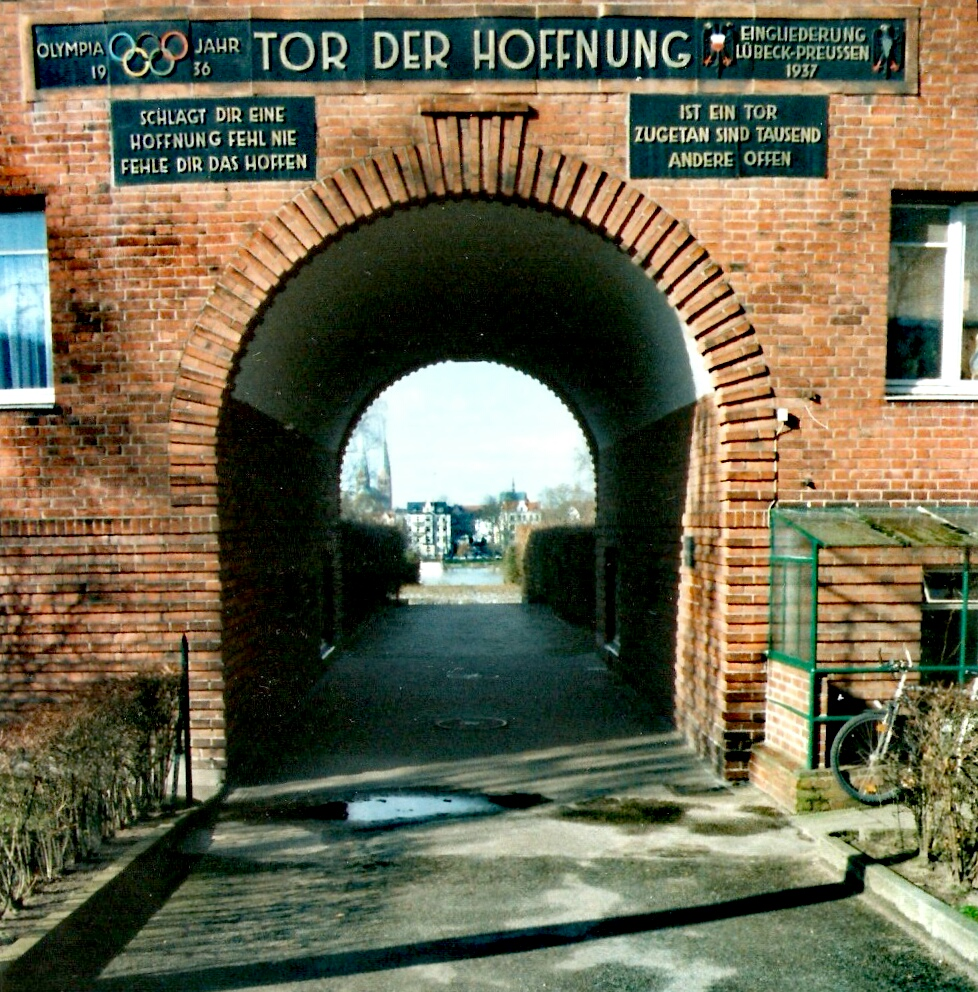
Blick durch das Tor der Hoffnung in Richtung Wakenitz und Altstadt

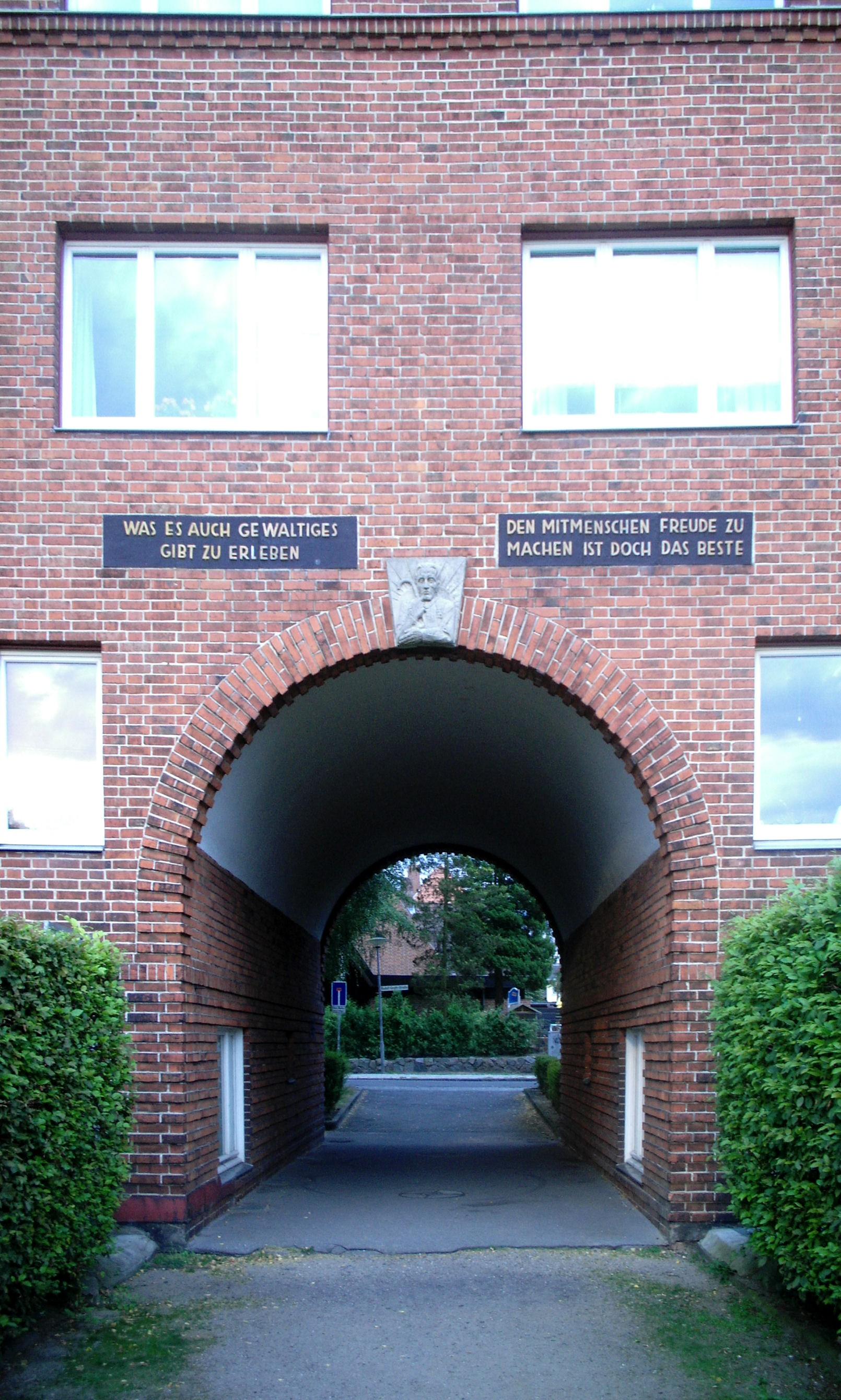
Wakenitzseitiger Tordurchgang

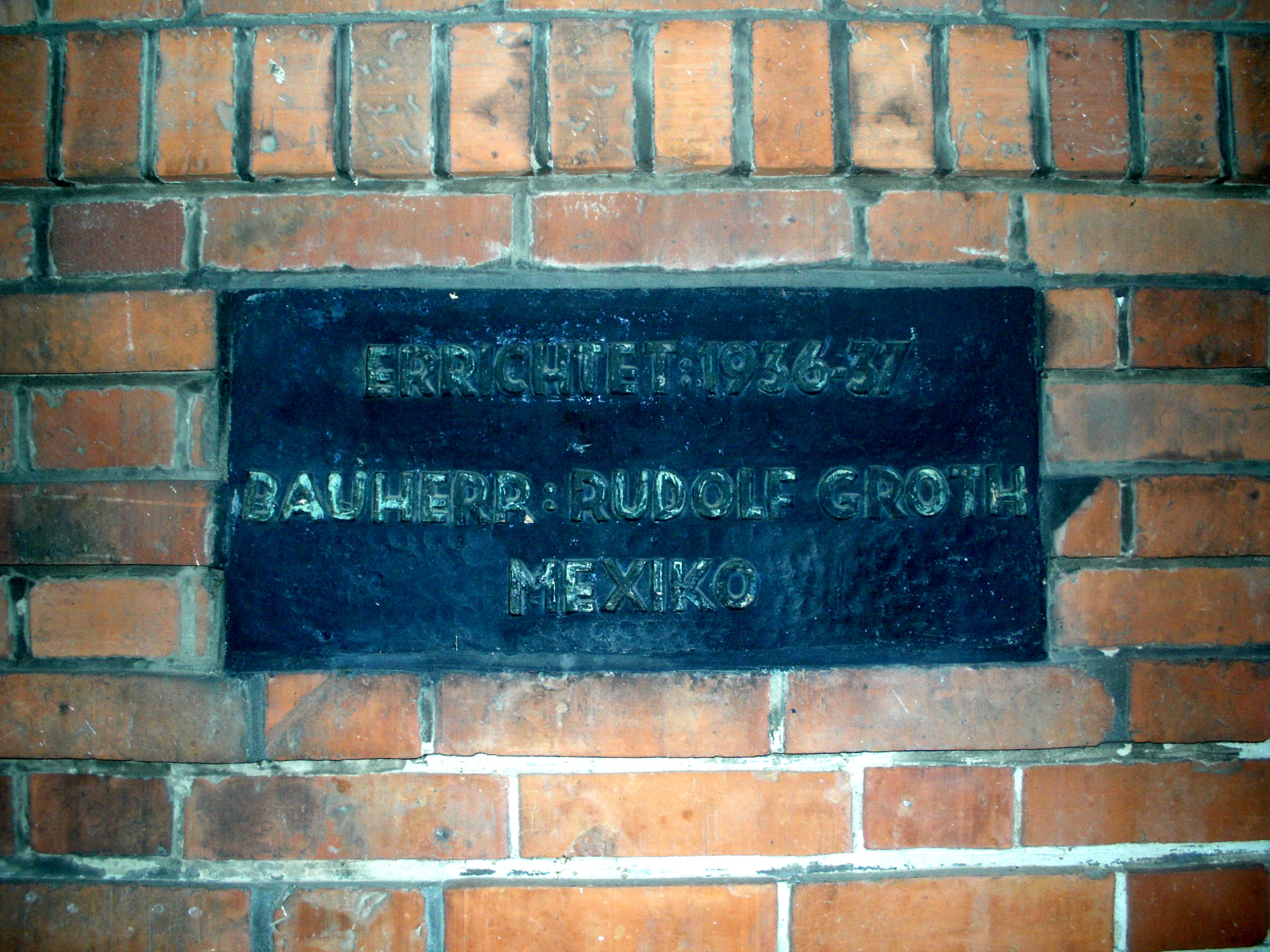
Plakette im Tordurchgang

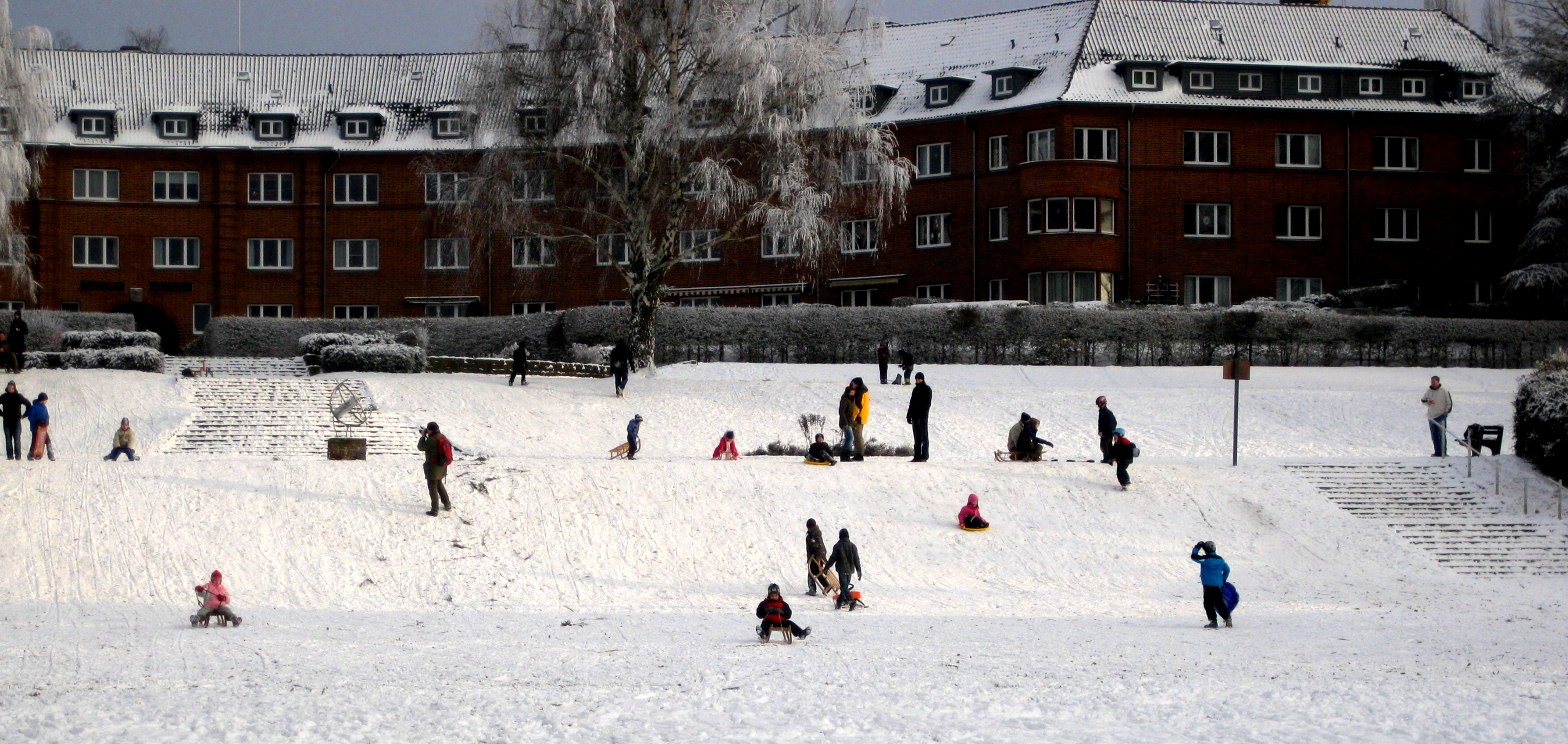
Das Tor der Hoffnung im Winter mit Schlittenfahrern

Der gebürtige Lübecker Rodolfo Groth erwarb 1936 ein ausgedehntes Grundstück mit leicht zum Flussufer hin abfallendem Hang am Ostufer der Wakenitz, unweit der Innenstadt. Seine Absicht war, an dieser Stelle eine mustergültige Wohnanlage für seine Heimatstadt, die zu jener Zeit unter erheblicher Wohnungsnot litt, zu errichten. Mit den Planungen betraute Groth den Lübecker Architekten Willy Glogner.
Innerhalb eines Jahres – das Richtfest wurde am 23. Februar 1937 gefeiert – entstand ein dreigeschossiger Komplex mit 46 Wohnungen, der sich in einem weiten Bogen zur Wakenitz hin öffnet und an dessen Enden sich zwei Seitenflügel anschließen. Die Mittelachse bildet ein anderthalb Stockwerke hoher zentraler Tordurchgang mit Tonnengewölbe, durch den man von der Rudolf-Groth-Straße her über die Wakenitz hinweg auf die Stadtsilhouette mit der Marienkirche blickt. Das in Ziegelstein errichtete Bauwerk orientiert sich stilistisch an der Formensprache des Backsteinexpressionismus, ohne auf architektonische Tendenzen der nationalsozialistischen Architektur einzugehen.
Wakenitzseitig befindet sich oberhalb des Tordurchgangs die Inschrift Was es auch Gewaltiges gibt zu erleben / Den Mitmenschen Freude zu machen ist doch das Beste. Zur Rudolf-Groth-Straße hin lautet die Inschrift Schlägt dir eine Hoffnung fehl nie fehle dir das Hoffen / Ist ein Tor zugetan sind tausend andere offen. Darüber befindet sich der Name des Bauwerks, flankiert zur Linken von den olympischen Ringen und den Worten Olympiajahr 1936. Das Gegenstück zur Rechten sind der Lübecker Doppeladler und der preußische Adler mit den Worten Eingliederung Lübeck-Preußen 1937, die sich auf den Verlust der Lübecker Eigenstaatlichkeit beziehen. Nationalsozialistische Symbolik ist an keiner Stelle vorhanden. Im Inneren des Tordurchgangs erinnert eine Plakette an den Bauherrn Rodolfo Groth. Das Gebäude wurde 2002 unter Denkmalschutz gestellt.
Die Hörspielproduzentin Heikedine Körting verbrachte ihre Kindheit im Tor der Hoffnung.

## Die Parkanlage
Zusammen mit dem Baugrund für den Wohnkomplex erwarb Rodolfo Groth das Gelände bis hinab zum Ufer der Wakenitz und ließ dort einen öffentlichen Park anlegen, den er nach Fertigstellung der Stadt schenkte und der als Bestandteil der Gesamtanlage Tor der Hoffnung angesehen wird.
In der Nachkriegszeit wurde die Grünanlage parzelliert und in Kleingärten für die Selbstversorgung mit Lebensmitteln umgewandelt. 1952 wurde der Park wiederhergestellt. Im Jahr 1972 plante die Stadt Lübeck, einen Teil des attraktiv gelegenen Parkgrundstücks zu bebauen, was jedoch durch die Bürgerinitiative Rettet das Grün am Tor der Hoffnung, die maßgeblich von dem Lübecker Pastor Jürgen Reuß betrieben wurde, verhindert werden konnte.